# Heterogen
Heterogen ali raznoroden pomeni raznovrsten, neenoten, raznolik. Nasproten pojem je homogen.
Heterogenost je lastnost zmesi (npr.: koloidi, suspenzije), ki opisuje ne-stalno razmerje sestavnih elementov po volumnu telesa oz. neenstnost makrostukture skozi maso.